# Срђан Каљевић
Срђан Каљевић (1966 — Стокхолм, 27. децембар 2008) је био српски и шведски модни дизајнер, познат по свом модном студију у Стокхолму, Атељеу Серђо (Ateljé Sergio The Key).
Каљевић, у то време студент дизајнa са Дорћола, почео је да прави екстравагантне вечерње креације за алтернативне кругове око Клуба Академија од средине 1980-их, између осталог хаљину чији се оковратник продужује у високи шешир за Мирјану Мијатовић у време ВИА Талас и јакну од лаковане црне коже за Миодрага Којадиновића који је радио у Амбасади Канаде у Београду.
Средином 1990-их у страху од принудне регрутације преселио се у Стокхолм, где је неко време радио као костимограф Краљевске опере, где се повремено појављивао и на сцени у тзв. mute role (нпр. у Евгенију Оњегину Чајковског), али је ипак посебно запажен по и даље екставагантним креацијама: 
Srdjan Kaljevics funky, freaked out costumes which, together with the set design, allows the work to resemble a punk cream cake. It could have been enough to simply to be fluffy pastry art had it not been for the symbolic undressing at the end of the work which raises the question of identity and of who one really is.
- Dansportalen´s Chronicle by Lena Andrén, 2006
Каљевићево беживотно тело пронашла је децембра 2008. у згради у којој му је био атеље (а у непосредном суседству и стан) жена која је одржавала просторије. После краће истраге полиција је проценила да је у питању самоубиство и обуставила истрагу, али су се неко време по интернету међу његовим познаницима и клијентима појављивала тумачења која су указивала да постоји сумња у званичну верзију.
Сахрањен је у јануару 2009. у Београду. Атеље се на интернету и даље појављује као постојећи, регистрован бизнис.